# 표트르 브란겔 남작
표트르 니콜라예비치 브란겔 남작(러시아어: Баро́н Пётр Никола́евич Вра́нгель 바론 표트르 니콜라예비치 브란겔[*], 독일어: Freiherr Peter von Wrangel 프라이헤어 페터 폰 브랑겔[*]: 1878년 8월 27일-1928년 4월 25일)은 러시아 제국의 군인이다. 러시아 내전 때 백군의 사령관을 지냈다. 1920년 내전에서 패배한 뒤 벨기에로 망명하여 가장 유명한 백계 러시아인 인사로 활동했다.

## 같이 보기
- 러시아 내전
- 붉은 군대는 가장 강력하다
- 러시아 백군